# Palaeotrochoidea
De Palaeotrochoidea zijn een superfamilie van uitgestorven weekdieren uit de klasse van de Gastropoda (slakken).

## Familie
- Palaeotrochidae Knight, 1956 †